# Tvărdița, Dobrici
Tvărdița (în bulgară Твърдица , în română Calaigidere) este un sat în partea de nord-est a Bulgariei. Aparține de Obștina Șabla, Regiunea Dobrici, Dobrogea de Sud.
Între anii 1913-1940 a făcut parte din plasa Balcic a județului Caliacra, România. Majoritatea locuitorilor erau găgăuzi.

## Demografie
Componența etnică a satului Tvărdița
     Bulgari (100%)
     Nicio identificare (0%)
     Altele (0%)
La recensământul din 2011, populația satului Tvărdița era de 6 locuitori. Din punct de vedere etnic, majoritatea locuitorilor (100,0%) erau bulgari. Pentru 0,0% din locuitori nu este cunoscută apartenența etnică.